# Parlamentswahl in Israel 2006
- Balad: 3
- Chadasch: 3
- Ra'am: 4
- Meretz: 5
- Avoda: 19
- Kadima: 29
- Gil: 7
- Likud: 12
- JB: 11
- Nationale Union–Mafdal: 9
- Schas: 12
- VTJ: 6

Am 28. März 2006 fanden in Israel Wahlen zur 17. Knesset statt. Die Abstimmung führte zu einer Vielzahl von Sitzen für die damals neue Kadima-Partei, gefolgt von der Arbeitspartei (Awoda), und einem großen Verlust für die Likud-Partei.
Nach der Wahl wurde das Kabinett Olmert von den Parteien Kadima, Awoda, Schas und Gil gebildet, wobei die Partei Jisra’el Beitenu später der Regierung beitrat. Der Premierminister war Ehud Olmert, der Vorsitzende von Kadima, der der amtierende Premierminister bei der Wahl gewesen war.

## Ausgangslage

### Wahl 2003 und spätere Entwicklungen
Bei den Wahlen 2003 hatte der Likud unter der Führung von Premierminister Ariel Sharon nach israelischen Maßstäben einen überzeugenden Sieg errungen und 38 Sitze in der 120-köpfigen Knesset (Parlament) gewonnen, was nicht zuletzt daran lag, dass Sharon als entschlossener Kämpfer gegen den Terrorismus wahrgenommen wurde. Die Arbeitspartei unter der Führung von Amram Mitzna, mit dem Motto „Rückzug aus Gaza“, gewann nur 19 Sitze und trat zunächst nicht der neuen Regierung bei.
Nach den Wahlen von 2003 litt der Likud unter schweren Spaltungen wegen mehrerer von Sharon eingenommener Positionen, vor allem wegen seiner Verabschiedung eines Plans zum Abzug israelischer Siedler und Truppen aus dem Gazastreifen. Der Plan hatte zu schweren Spannungen innerhalb der Likud-Partei geführt, und im Januar 2005 bildete Shimon Peres mit der Arbeitspartei eine Koalition mit Sharon, um den Rückzug aus dem Gazastreifen trotz der Opposition der Mehrheit der Likud-Mitglieder zu ermöglichen.

### Sturz der von den Likud angeführten Regierung
Im Herbst 2005 stellte die Peres'sche Arbeitspartei die notwendigen Stimmen zur Verfügung, damit die vom Likud angeführte 30. Regierung ihre mehrheitliche Unterstützung in der Knesset aufrechterhalten konnte. Bei der für Anfang November geplanten Wahl der internen Führung von Awoda kämpfte Amir Peretz für die Parteiführung mit einer Plattform, zu der auch der Rückzug von Awoda aus der von Sharon geführten Koalition gehörte. Peretz besiegte Peres bei der Führungswahl am 9. November 2005 knapp; zwei Tage später traten alle Minister der Arbeitspartei aus dem Kabinett zurück, und die Arbeitspartei zog ihre Unterstützung für die Regierung zurück, so dass sie keine Mehrheit in der Knesset fand.
In den Verhandlungen zwischen Sharon und Peretz wurde der Wahltermin auf den 28. März 2006 festgelegt. „Ich lasse ihn [Sharon] ein Datum in diesem Zeitraum zwischen Ende Februar und Ende März wählen, und jedes Datum, das er wählt, ist für mich akzeptabel, je früher, desto besser“, sagte Peretz damals. Sharon erklärte: „Sobald klar wurde, dass die bestehenden politischen Rahmenbedingungen auseinanderfallen, kam ich zu dem Schluss, dass es das Beste für das Land ist, so schnell wie möglich Neuwahlen abzuhalten.“

### Spaltung des Likud und Gründung von Kadima
Die bevorstehenden Wahlen eröffneten die Aussicht auf eine Führungswahl im Likud, wobei erwartet wurde, dass der ehemalige Premierminister, Benjamin Netanjahu, Sharon für die Parteiführung herausfordern würde. Ende November gaben Sharon und eine Reihe anderer Likud-Minister und -Knessetmitglieder bekannt, dass sie den Likud verlassen würden, um eine neue, zentristischere Partei zu gründen, die schließlich den Namen Kadima erhielt. Die Gründung von Kadima verwandelte die Wahl in ein dreiseitiges Rennen unter der neuen Partei Awoda und Likud und markierte damit eine Abkehr von Israels Tradition der von zwei großen Parteien dominierten Wahlen.
Obwohl Kadima hauptsächlich aus ehemaligen Likud-Mitgliedern bestand, kündigte Peres (nachdem er die Wahl der Awoda-Führung an Peretz verloren hatte) auch seine Unterstützung für die neue Partei an und verließ später offiziell die Arbeitspartei. Peres nannte Sharons Führungsqualitäten als Grund für seinen Parteiwechsel.
Umfragen, die bis Ende 2005 durchgeführt wurden, zeigten, dass Sharons Kadima-Partei einen dominanten Vorsprung vor Awoda und Likud hatte.

### Gruppenführung und Listenauswahl
Es wurde allgemein erwartet, dass Sharon, als Gründer von Kadima und amtierender Premierminister, die neue Partei bei den Wahlen im März 2006 anführen würde. Am 4. Januar 2006 erlitt er jedoch einen hämorrhagischen Schlaganfall und fiel ins Koma. Am 31. Januar 2006 reichte Kadima seine Kandidatenliste ein, wobei Sharon wegen seiner Unfähigkeit, die notwendigen Dokumente zu unterschreiben, um ein Kandidat zu sein, von der Liste ausgeschlossen wurde. Ehud Olmert, der nach Sharons Schlaganfall zum amtierenden Premierminister und amtierenden Vorsitzenden von Kadima geworden war, wurde nun offiziell zum Kandidaten der neuen Partei für das Amt des Premierministers. Peres wurde auf der Kandidatenliste von Awoda auf Platz zwei platziert. Außenministerin Tzipi Livni wurde auf der Kadima-Liste auf Platz drei platziert, mit der Maßgabe, dass sie die ranghöchste Vize-Premierministerin sein würde, wenn Kadima die nächste Regierung bilden würde.
In den Shinui-Vorwahlen besiegte das Tel Aviver Ratsmitglied Ron Levintal Avraham Poraz für den zweiten Platz. Poraz, ein enger Verbündeter des Parteiführers Yosef Lapid, trat daraufhin aus Shinui aus, wie die meisten Mitglieder der Shinui-Knesset-Fraktion, und bildete eine abtrünnige Partei namens Hetz (ha-Miflaga ha-Hilonit Tzionit; „die weltliche zionistische Partei“). Lapid trat am 25. Januar 2006 als Parteichef zurück, und Leventhal wurde anschließend zum neuen Parteichef gewählt. Weder Shinui noch Hetz erhielten genügend Stimmen, um einen Sitz in der 17. Knesset zu gewinnen. Shinui hatte bei den Wahlen 2003 15 Sitze gewonnen und war die drittgrößte Partei in der 16. Knesset.
Am 30. Januar 2006 legte die rechte Nationale Union (Halchud HaLeumi), eine Koalition aus drei kleinen Parteien (Moledet, Tkuma, Tzionut Datit Leumit Mitchadeshet), eine gemeinsame Liste mit der National-Religiösen Partei vor. Die fusionierte Liste wurde von Benjamin Elon angeführt. Die überwiegend russische Einwanderer-Partei Yisrael Beitenu (Unser Zuhause Israel) hatte sich von der Nationalen Union getrennt und führte eine eigene Liste.
Diese Trennung erfolgte nach Umfragen, die voraussagten, dass diese beiden großen rechtsgerichteten Blöcke, wenn sie getrennt kandidieren, zwischen 20 und 25 Sitze erhalten würden (bei den vorangegangenen Wahlen hatten sie nur 7 bekommen), und es stellte sich heraus, dass es wahr war: Der Block der Nationalen Union erhielt 9 Sitze und Yisrael Beitenu 11.
Der Likud wählte Netanjahu zu seinem Vorsitzenden, gegen den damaligen Verteidigungsminister Silvan Shalom. Auf Drängen Netanjahus traten Shalom und die anderen verbliebenen Likud-Minister im Januar 2006 aus der von Olmert geführten Regierung zurück.
Umfragen, die von Januar bis März durchgeführt wurden, zeigten, dass Kadima immer noch einen erheblichen Vorsprung hatte, wenn auch etwas weniger als die Umfragen unter Sharons Führung.

## Wahlsystem
Bei den Wahlen zur Knesset werden 120 Sitze nach dem Verhältniswahlrecht der Parteien nach dem D’Hondt-Verfahren zugeteilt. Die Wahlschwelle für die Wahl 2006 wurde auf 2 % festgelegt (gegenüber 1,5 % bei früheren Wahlen), was etwas mehr als zwei Sitzen entspricht.
Nach der Veröffentlichung der offiziellen Ergebnisse delegiert der israelische Präsident die Aufgabe, eine Regierung zu bilden, an das Mitglied der Knesset mit der besten Chance, eine Mehrheitskoalition zusammenzustellen (in der Regel der Führer der größten Partei). Dieser Vertreter hat bis zu 42 Tage Zeit, um mit den verschiedenen Parteien zu verhandeln und seine Regierung dann der Knesset zur Vertrauensfrage vorzulegen. Sobald die Regierung genehmigt ist (mit einer Stimme von mindestens 61 Mitgliedern), wird er/sie Premierminister.

## Regierungsbildung
Zum zweiten Mal in der israelischen Geschichte (zuvor 1999) saß keine dominante Partei in der Knesset, nur zwei mittelgroße (Kadima und Awoda) und kleine. Nach der Wahl erklärte Olmert, dass er es vorziehe, eine Koalition mit der Arbeitspartei einzugehen, und dass Peretz ein „geeigneter Partner“; sei.
Am 2. April empfahlen sowohl Gil als auch Meretz Katzav, dass Olmert Premierminister werden solle. Am nächsten Tag kündigten Olmert und Peretz bei einem gemeinsamen Auftritt an, dass Kadima und Awoda Koalitionspartner sein würden, und dass Peretz dem Präsidenten raten würde, Olmert als Premierminister auszuwählen.
Am 6. April bat Präsident Katzav Olmert formell um die Bildung einer Regierung, die ihn offiziell zum designierten Premierminister machte. Es wurde eine Koalitionsregierung gebildet, bestehend aus Kadima, Awoda, Schas und Gil. Olmert weigerte sich, Peretz’ Forderungen nach dem Finanzministerium nachzukommen, der stattdessen gezwungen war, das Verteidigungsministerium zu akzeptieren.
Im Oktober 2006, als die Koalition nach dem Libanonkrieg 2006 erschüttert wurde, brachte Olmert auch die rechte Yisrael Beitenu in die Regierung. Sie verließ die Koalition jedoch im Januar 2008 aus Protest gegen Friedensgespräche mit der Palästinensischen Autonomiebehörde.
Nach Angaben des Congressional Research Service:
Die Wahlergebnisse der Knesset vom 28. März 2006 waren in vielerlei Hinsicht überraschend. Die Wahlbeteiligung war mit 63,2 % die niedrigste aller Zeiten. Der Wettbewerb wurde weithin als Referendum über Kadimas Pläne, sich aus dem Westjordanland zurückzuziehen, angesehen, aber er erwies sich auch als eine Abstimmung über die Wirtschaftspolitik, von der viele glaubten, sie hätte den Benachteiligten geschadet. Kadima belegte den ersten Platz, aber mit einem geringeren Abstand als in Umfragen vorhergesagt. Die Arbeitspartei, bei der sozioökonomische Aspekte im Vordergrund standen, kam in eine respektable Sekunde. Der Likud verlor 75 % seiner Stimmen aus dem Jahr 2003, weil Kadima diese Anhänger gewann. Der Rückgang ist auch auf Netanjahu zurückzuführen, dessen Politik als Finanzminister für soziale Notfälle verantwortlich gemacht wurde und dessen Widerstand gegen einseitige Rückzüge bei einer pragmatischen, nicht-ideologischen Wählerschaft unpopulär war.